# Curionópolis
Curionópolis là một đô thị thuộc bang Pará, Brasil. Đô thị này có diện tích 2368,698 km², dân số năm 2007 là 17769 người, mật độ 7,5 người/km².